# Castells de gel
Castells de gel (títol original en anglès: Ice Castles) és una pel·lícula dels Estats Units dirigida per Donald Wrye, estrenada el 1978. Ha estat doblada al català.

## Argument
A Lexie li encanta patinar, és la seva passió des de la infantesa, després de la mort de la seva mare es troba sola amb el seu pare en la seva casa en Iowa. Un dia, el seu pare, la seva tia i el seu promès, Nick, li suggereixen participar en una competició, decideix doncs seguir aquest consell. Mentre executa el seu número, un entrenador s'adona del seu talent i la seva lleugeresa sobre el gel i decideix ajudar-la, aleshores comença una bonica aventura.

## Repartiment
- Robby Benson: Nick Peterson
- Lynn-Holly Johnson: Alexis Winston
- Colleen Dewhurst: Beulah Smith
- Tom Skerritt: Marcus Winston
- Jennifer Warren: Deborah Mackland
- David Huffman: Brian Dockett
- Diane Reilly: Sandy
- Craig T. McCullen: Doctor
- Kelsey Ufford: Ceciel Monchet
- Leonard Lilyholm: Hockey Coach

## Premis i nominacions
Premis
- Motion Picture Sound Editors 1980: Millor muntatge de so

Nominacions
- Globus d'Or a la millor cançó original per Melissa Manchester
- Globus d'Or a la revelació femenina de l'any per Lynn-Holly Johnson
- Grammy Awards 1980: "Best Album of Original Score Written for a Motion Picture or Television Special" per Alan Parsons, Eric Woolfson, Marvin Hamlisch i Carole Bayer Sager
- Oscar a la millor cançó per Marvin Hamlisch i Carole Bayer Sager